# Nordmaling
Nordmaling é uma pequena cidade da província histórica de Ångermanland. Está situada a 53 km a sul da cidade de Umeå, na margem norte do fiorde Nordmalingsfjärden. Tem cerca de 2 619 habitantes e é a sede do município de Nordmaling, no condado da Västerbotten situado no norte da Suécia. A estrada europeia E4 e linha férrea de Bótnia passam imediatamente a norte da cidade.	